# Bathyleberis hancocki
Bathyleberis hancocki är en kräftdjursart som beskrevs av Baker 1979. Bathyleberis hancocki ingår i släktet Bathyleberis och familjen Cylindroleberididae. Inga underarter finns listade.